# 160 до н. е.

## Події
- Скінчилися Макавейські війни

## Народились
- Гай Цецилій Метелл Капрарій
- Луцій Цецилій Метелл Далматік
- Публій Семпроній Аселіон
- Феодосій з Віфінії
- Югурта

## Померли
- Гай Лелій
- Луцій Емілій Павло Македонський
- Марк Корнелій Цетег
- Перісад III
- Тімарх (сатрап)
- Юда Макавей

- Тімарх — правитель Держави Селевкідів